# コイドゥ
コイドゥ（Koidu、またはコイドゥタウン、Koidu Town）は、シエラレオネの都市。近郊にダイアモンド鉱脈があり開発が進んだが、一時は内戦によって荒廃した。シエラレオネ第四の規模を有する都市であり、人口は約19万6千人（2021年国勢調査）。
シエラレオネ東部に位置しており、直線距離でギニア国境まで約20キロ程度。リベリア国境にも近く、やはり直線距離で約50キロ程度。
かつてはシエラレオネ第3の規模を有する都市であったが、シエラレオネにおける内戦において、そのダイアモンドをめぐり熾烈な戦場となったために街が荒廃した。
国内トップリーグであるシエラレオネ・ナショナルプレミアリーグに所属するサッカークラブ・ダイアモンド・スターズが、コイドゥを本拠地としている。

## 出身者
- カディ・ブラック - ミュージシャン
- ヤヤ・カロン - サッカー選手

## 写真

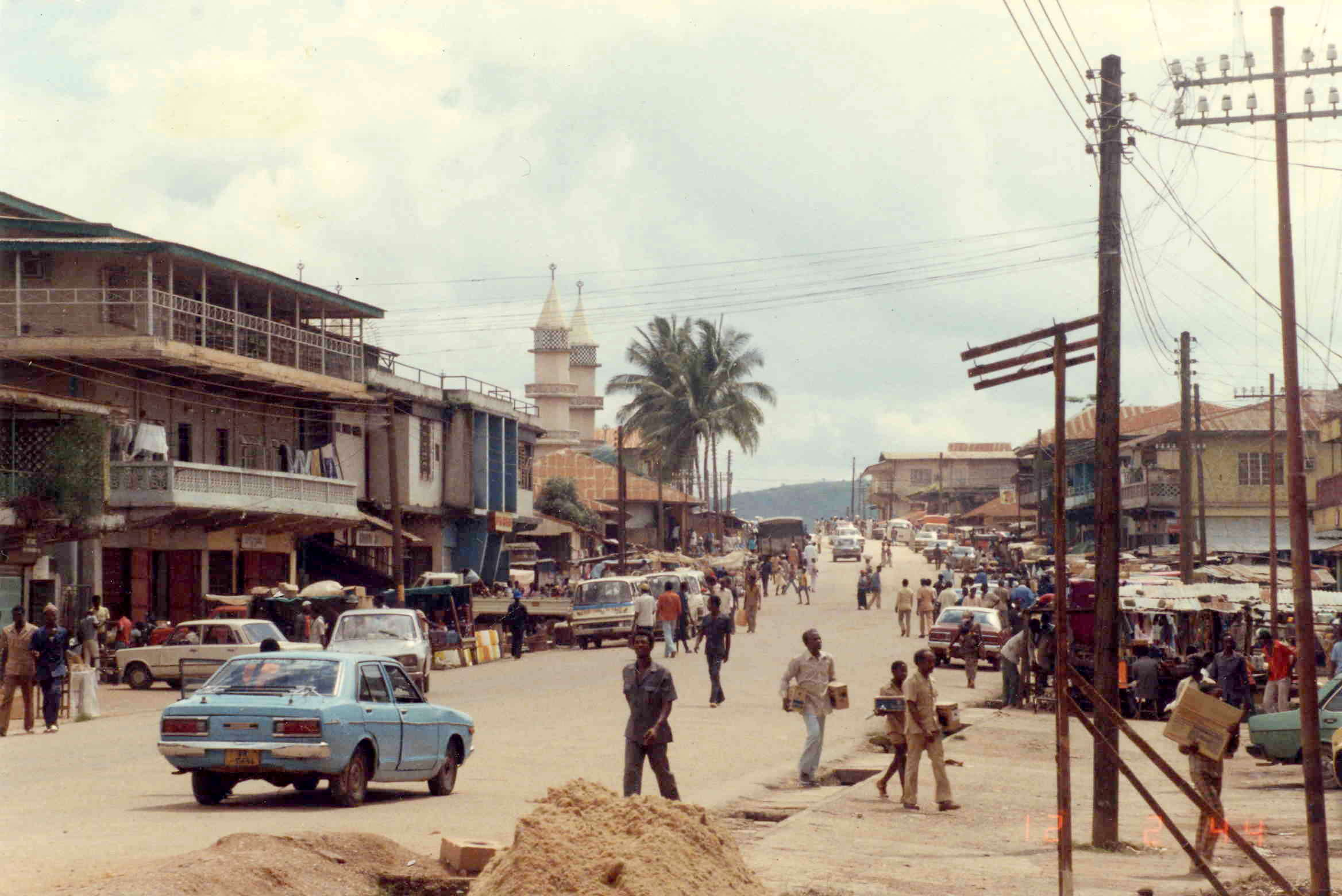
街の風景
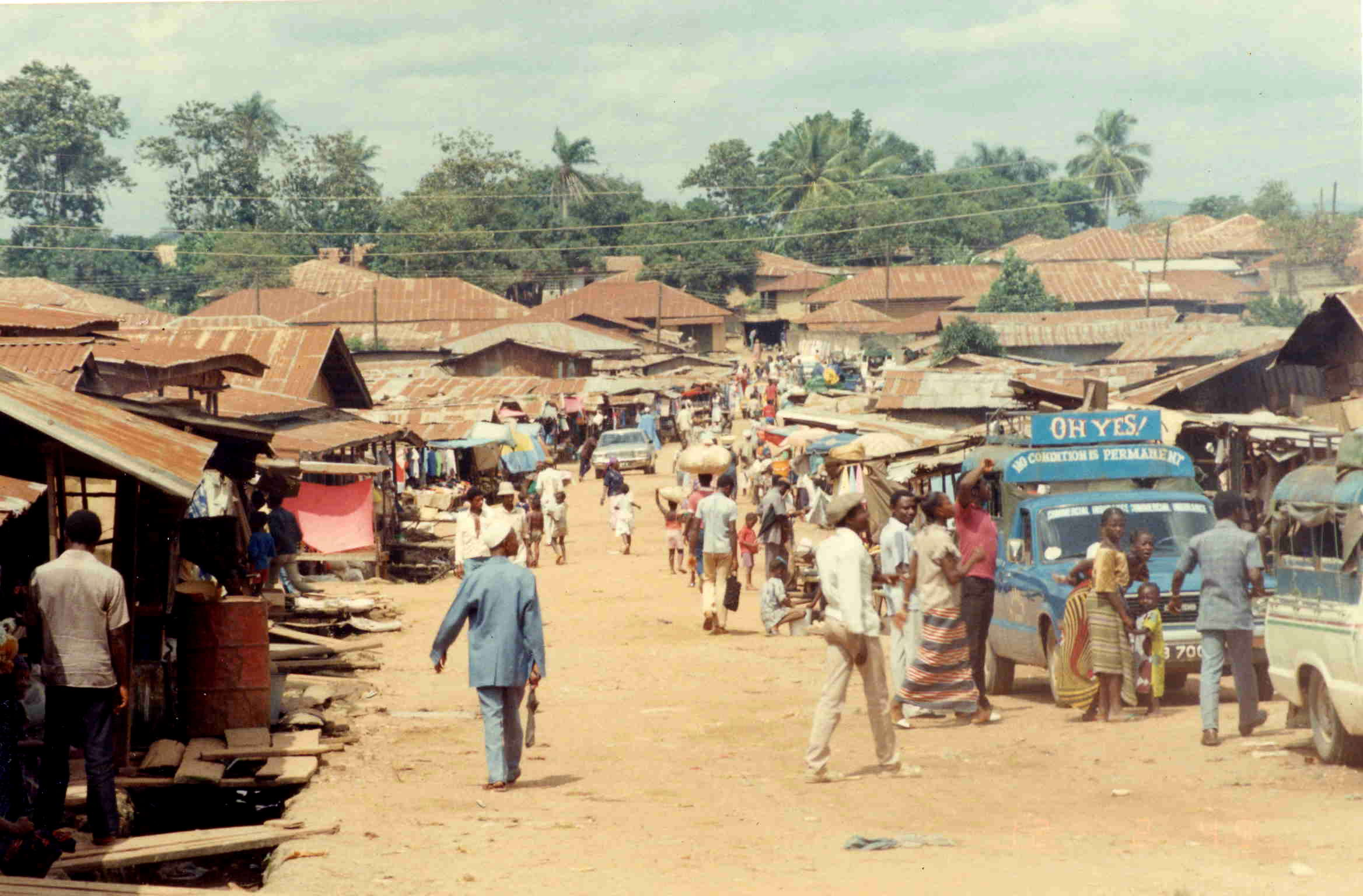
市場